# Aaruul

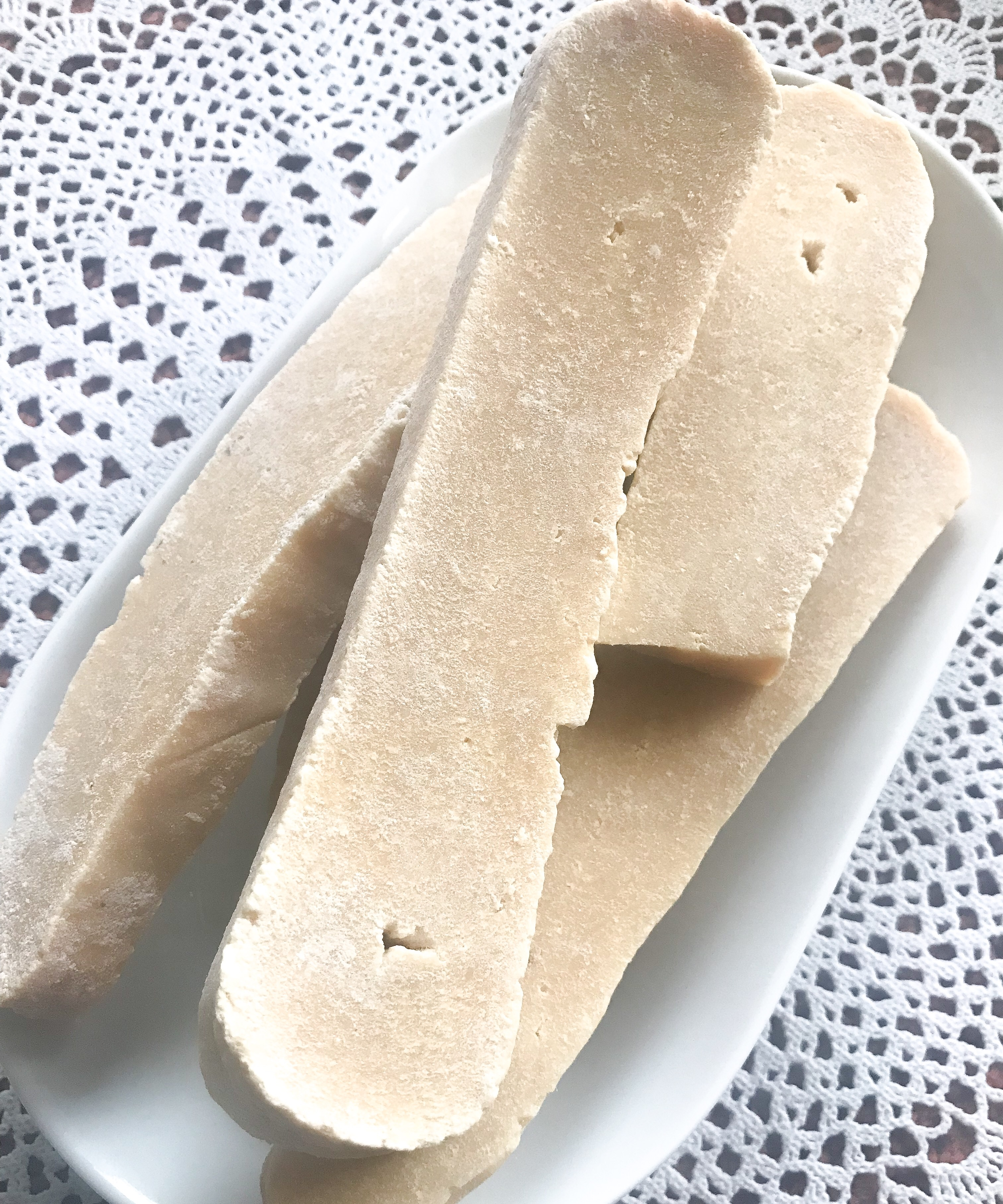
Aaruul

Aaruul (mongolsky: aаруул, kazachstánsky: құрт) je tradiční mléčný výrobek pocházející z Mongolska a je konzumován i v některých oblastech Střední Asie. Jedná se o sušený tvaroh s tvrdou texturou a nakyslou příchutí. Nejčastěji se vyrábí srážením mléka a jeho následným vysušením na slunci. Společně s dalšími mléčnými produkty, jako například eezgii, orom, zookhi, se označuje termínem Tsagaan idee a je nedílnou součástí mongolské kuchyně.

## Výroba
Pouze jediný správný způsob výroby není a v různých krajích se muže lišit. K jeho výrobě se tradičně využívá mléko či jogurt živočišného původu a jeho různé druhy, které mohou výrazně změnit jak chuť, tak i texturu. Nejčastěji se využívá kravské nebo jačí mléko, ale používá se i kozí, ovčí, velbloudí a někdy i kobylí.

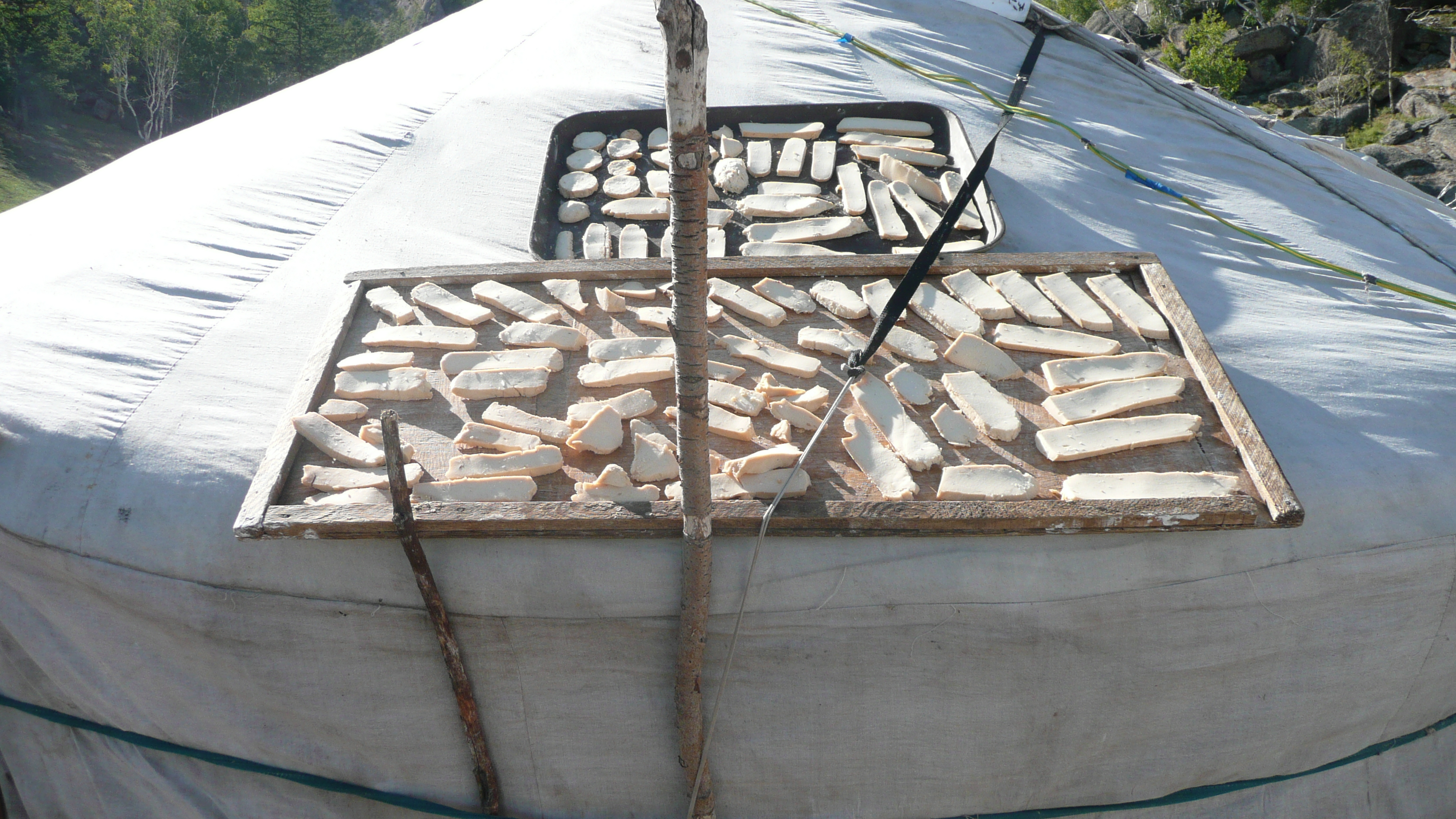
Sušení aaruulu na jurtě

Při nejjednodušší metodě se využívá jogurt, který se musí nejprve přivést k varu, čímž dojde k separaci syrovátky a tvarohu. Směs se poté přesune do látkového síta (mongolsky maaral), přes kterou se scedí a vymáčkne se přebytečná tekutina. Pomocí látky se pak tvaroh vytvaruje do obdélníku a nechá se pár hodin pod tlakem odležet, čímž se odstraní syrovátka. Dalším krokem je nakrájení tvarohu, nejčastěji na plátky, kdy se využívá nit, která je snadnější na zacházení než nůž. U tradičních venkovských rodin se nakrájený tvaroh suší na střeše jurty, kam přímo dopadají sluneční paprsky a kde je dostatek větru. Sušení záleží na druhu a tloušťce aaruulu a trvá 2 až 7 dnů.
Jelikož více lidí žije ve městech, dnes už je možné nakoupit industriálně vyrobené aaruuly v každém obchodě, přesto většina lidí preferuje autentické z venkova. Moderní techniky již využívají chemické kultivační metody.

## Zdravotní benefity
Aaruul je přírodní produkt s mnoha zdravotními benefity. Vzhledem k tomu, že základní ingrediencí aaruulu je mléko, hojně se konzumuje pro svůj vysoký obsah vitamínu, minerálu, proteinu a hlavně vápníku. Díky své tvrdé textuře a obsahu vápníku zpevňuje zuby a dásně. Při dlouhodobé konzumaci má i bělící účinky, díky čemuž se říká, že mají Mongolové tzv. "Hollywoodský úsměv".
Jelikož se aaruul "cucá" obdobně jako u sladkostí a bonbonů, používá se i jako jejich zdravější náhrada a omezí se tak konzumaci umělých cukrů. Je to výhodou hlavně u malých dětí, u kterých se může omezit tvorba zubních kazů.
Neposledním benefitem je zvýšený metabolismus. Během konzumace totiž dojde k vysoké tvorbě slinů, tudíž i trávicích enzymů, které napomáhají trávení. K podobnému procesu dochází i u žvýkání žvýkačky.

## Typy
Aaruul je velice rozmanitý a  může mít různé tvary, konzistence i příchutě. Tyto vlastnosti se odvíjí od použitého druhu mléka a postupu výroby, jelikož různé kraje mohou mít své specifické variace aaruuluu a každá rodina má svůj recept. Například kraj Bayankhongor je známý pro své měkké tlusté aaruuly s nahnědlou barvou, kdežto jejich sousední kraj Arkhangai má bílé se sladkou příchutí. Pro vytvoření nejrůznějších tvaru se využívají formy, do kterých se tvaroh ještě za měkka vtiskne
Velice známé jsou například i khorkhoi aaruul (ve tvaru červa), suut (silně mléčná a sladká příchuť), khuruut (ve tvaru prstu) ad.

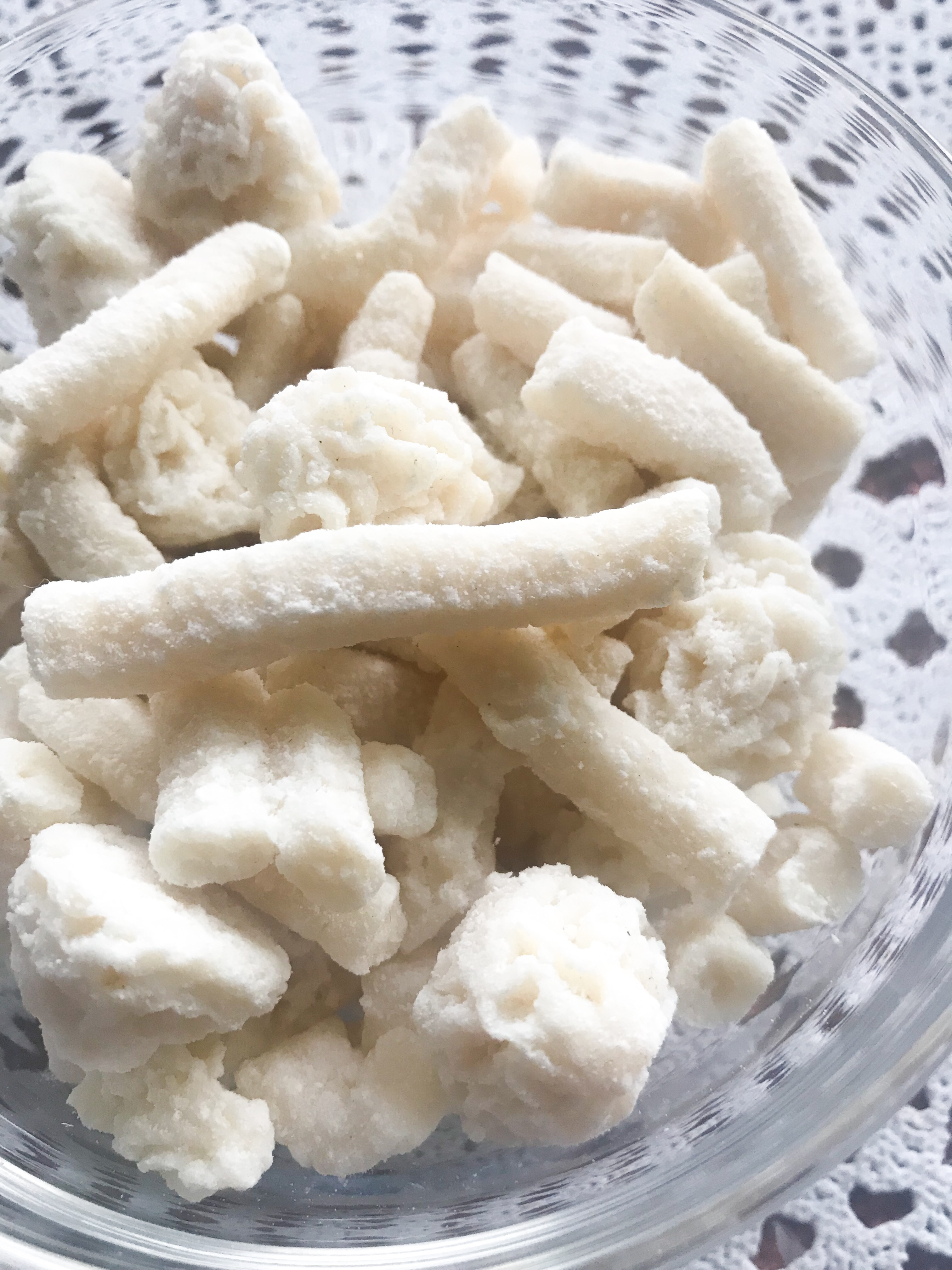
Khorkhoi aaruul
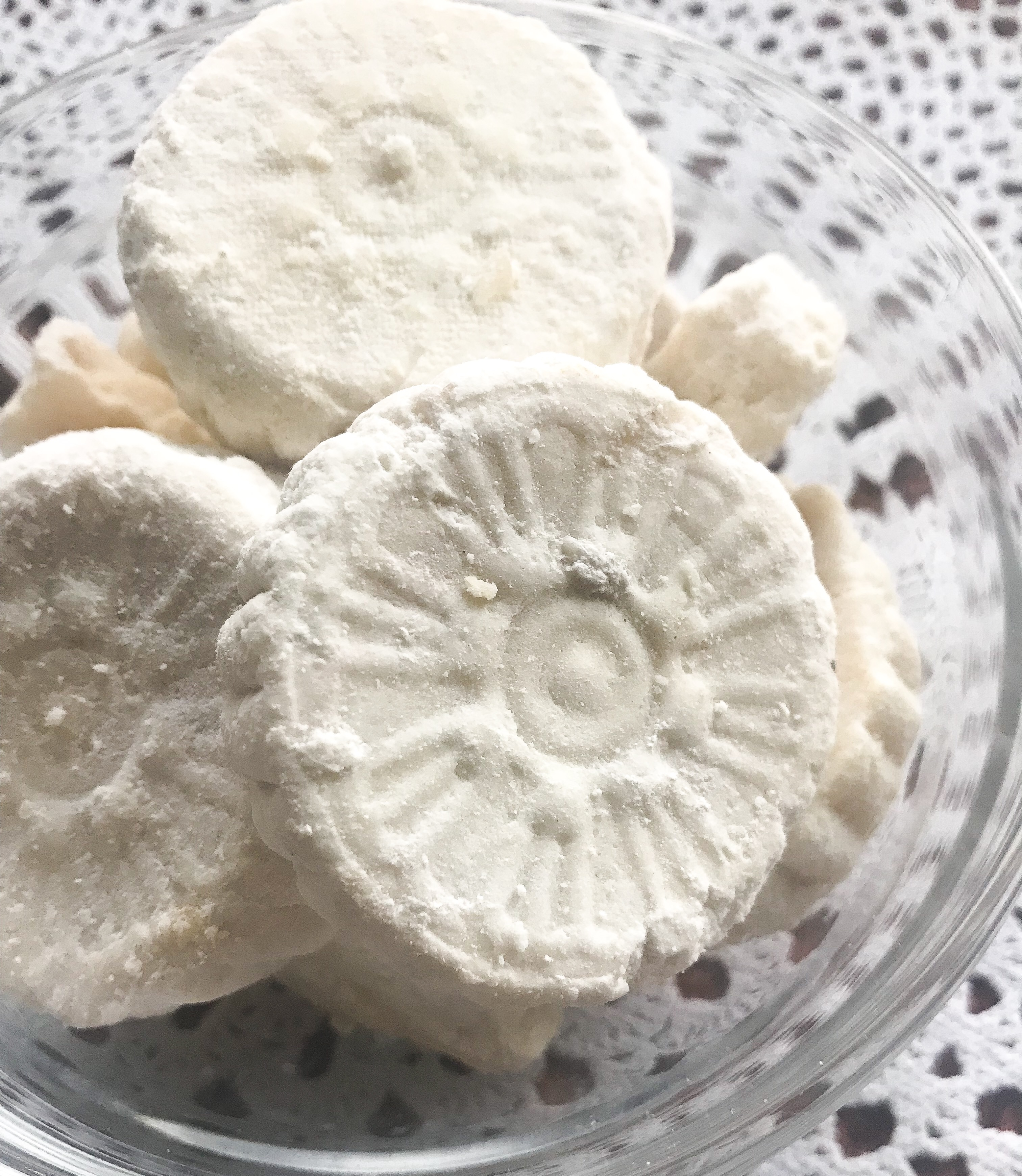
Suut aaruul
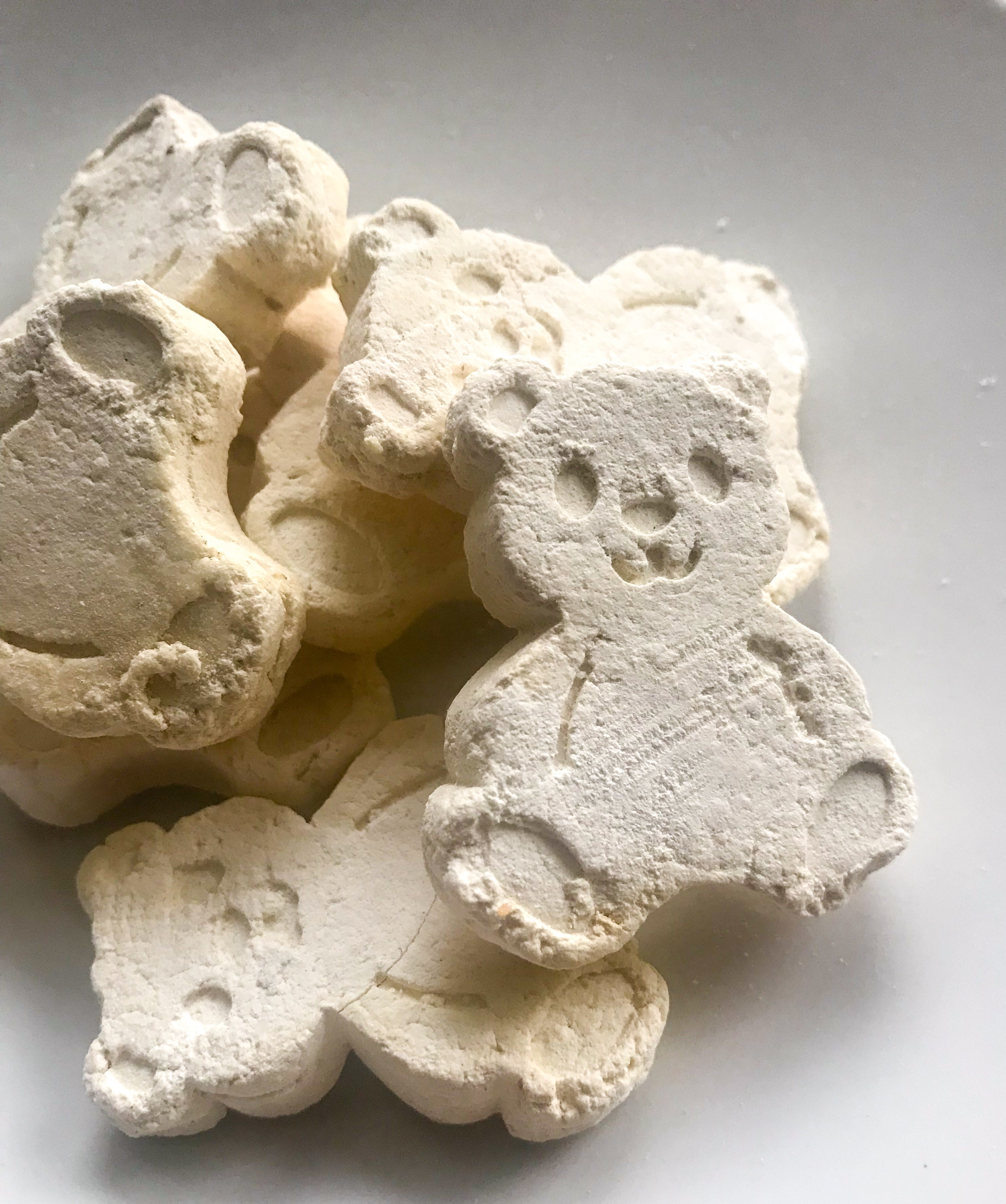
Aaruul ve tvaru medvídka

## Možnosti konzumace
Aaruul je hojně konzumován napříč všemi generacemi a považuje se za lehkou svačinu někdy i dezert. Typicky se okusuje bez žádných přídavků, ale jelikož má velice tvrdou texturu, zalévá se někdy horkou vodou a nechává se odležet. Tím pádem změkne a vzniklou tekutinu, která je plná vápníku, je možné také vypít. V moderních restauracích či rodinách se přidávají i různé lesní plody, například rakytník či bobule Goji, které dodávají sladkou příchuť.
Jelikož jsou Mongolové nomádským národem, musí potrava vydržet na dlouhých cestách. Proto není aaruul nijak náročný na uchovávání a díky své pevné textuře a jednoduchým ingrediencím může vydržet až rok.